# 굿데이 (음악 그룹)
굿데이(Good Day)는 대한민국의 10인조 여성 그룹으로, 소속사는 C9 엔터테인먼트이다. 2017년 8월 30일 미니 1집 《ALL DAY GOOD DAY》를 발매하고 데뷔하였다.
2019년 11월 일부 멤버들과 새로운 인물들을 결집시켜 C9 GIRLZ라는 새로운 걸그룹이 탄생하게 되면서 굿데이는 해체됐다. 그리고 굿데이 해체후에 그날 무렵 5년후인
2024년 11월 30일 C9 GIRLZ 도 없어졌다.

## 이전 구성원
| 이름 | 소개 |
| ---- | --- |
| 희진 | - 본명 : 송희진 - 생년월일 : 1995년 8월 19일(29세) - 출생지 : 대한민국 서울특별시 - 학력 : 서울예술대학교 실용음악과 - 포지션 : 리더, 메인보컬 - 유닛 : 굿나잇 - 활동기간 : 2017년 8월 30일 ~ 2019년 11월 11일   |
| 지니 | - 본명 : 김지원 - 생년월일 : 1997년 1월 7일(28세) - 출생지 : 대한민국 서울특별시 - 포지션 : 서브보컬 - 유닛 : 굿모닝 - 활동기간 : 2017년 8월 30일 ~ 2019년 11월 11일                                             |
| 체리 | - 본명 : 김채영 - 생년월일 : 1997년 7월 5일(28세) - 출생지 : 대한민국 경기도 수원시 - 포지션 : 메인댄서 - 유닛 : 미드나잇 - 활동기간 : 2017년 8월 30일 ~ 2019년 11월 11일                                        |
| 채솔 | - 본명 : 문채솔 - 생년월일 : 1998년 7월 14일(27세) - 출생지 : 대한민국 서울특별시 - 학력 : 한림연예예술고등학교 연예과 - 포지션 : 서브보컬 - 유닛 : 미드나잇 - 활동기간 : 2017년 8월 30일 ~ 2019년 11월 11일     |
| 나윤 | - 본명 : 황나윤 - 생년월일 : 1999년 3월 30일(26세) - 출생지 : 대한민국 서울특별시 - 학력 : 성신여자고등학교 (졸업) - 포지션 : 서브보컬, 리드댄서 - 유닛 : 굿모닝 - 활동기간 : 2017년 8월 30일 ~ 2019년 11월 11일 |
| 지원 | - 본명 : 김지원 - 생년월일 : 1999년 4월 1일(26세) - 출생지 : 대한민국 서울특별시 - 포지션 : 서브보컬 - 유닛 : 굿모닝 - 활동기간 : 2017년 8월 30일 ~2019년 11월 11일                                              |
| 하은 | - 본명 : 김하은 - 생년월일 : 1999년 10월 9일(25세) - 출생지 : 대한민국 경기도 남양주시 - 학력 : 판곡고등학교 - 포지션 : 리드보컬, 메인댄서 - 유닛 : 굿나잇 - 활동기간 : 2017년 8월 30일 ~ 2019년 11월 11일       |
| 비바 | - 본명 : 황지원 - 생년월일 : 2000년 2월 7일(25세) - 출생지 : 대한민국 광주광역시 - 포지션 : 메인댄서 - 유닛 : 미드나잇 - 활동기간 : 2017년 8월 30일 ~ 2019년 11월 11일                                           |
| 보민 | - 본명 : 김보민 - 생년월일 : 2001년 9월 24일(23세) - 출생지 : 대한민국 대구광역시 - 학력 : 서울공연예술고등학교(재학) - 포지션 : 서브보컬 - 유닛 : 굿모닝 - 활동기간 : 2017년 8월 30일 ~ 2019년 11월 11일        |
| 럭키 | - 본명 : 진현주 - 생년월일 : 2001년 12월 28일(23세) - 출생지 : 대한민국 전라남도 나주시 - 학력 : 리라아트고등학교 - 포지션 : 리드보컬, 리드댄서 - 유닛 : 굿모닝 - 활동기간 : 2017년 8월 30일 ~ 2019년 11월 11일  |

## 음반 목록

### 미니 앨범
| 번호 | 앨범 정보                                      | 트랙 리스트                                                 |
| ---- | ---------------------------------------------- | ----------------------------------------------------------- |
| 1    | 《ALL DAY GOOD DAY》 - 발매일: 2017년 8월 30일 | 1. Rolly 2. 이 순간을 넘어 3. Fly away 4. Party after party |

## 음반 외 활동

### 홍보대사
- 지원: 인터넷 쇼핑몰 '소녀나라' 모델